# 자본주의에 대한 비판
자본주의에 대한 비판(영어: criticism of capitalism)은 자본주의라는 사상 자체에 대한 비판에서부터 자본주의의 특정 결과에 한한 비판까지 다양하다. 자본주의를 다른 생산사회적 체계으로 변혁하려는 부류 중에서도 자본주의는 오직 혁명을 통해서만 극복 할 수 있다는 부류(혁명적 사회주의)와 정치체계 내에서 서서히 정치적 개선을 통해 바꿀 수 있다고 믿는 부류(사회민주주의)로 구별된다. 어떤 비판가들은 자본주의에도 장점이 있다고 생각하고 정부의 규제와 같은 수단을 통한 사회적 조정의 틀 속에서 균형을 맞추길 바라기도 한다.(사회적 시장경제)
"자본주의란 가장 사악한 자들이 모든 이의 최대 선을 위해 가장 사악한 일을 할 것이라는 경악스러운 신념이다."

### 자본주의 비판

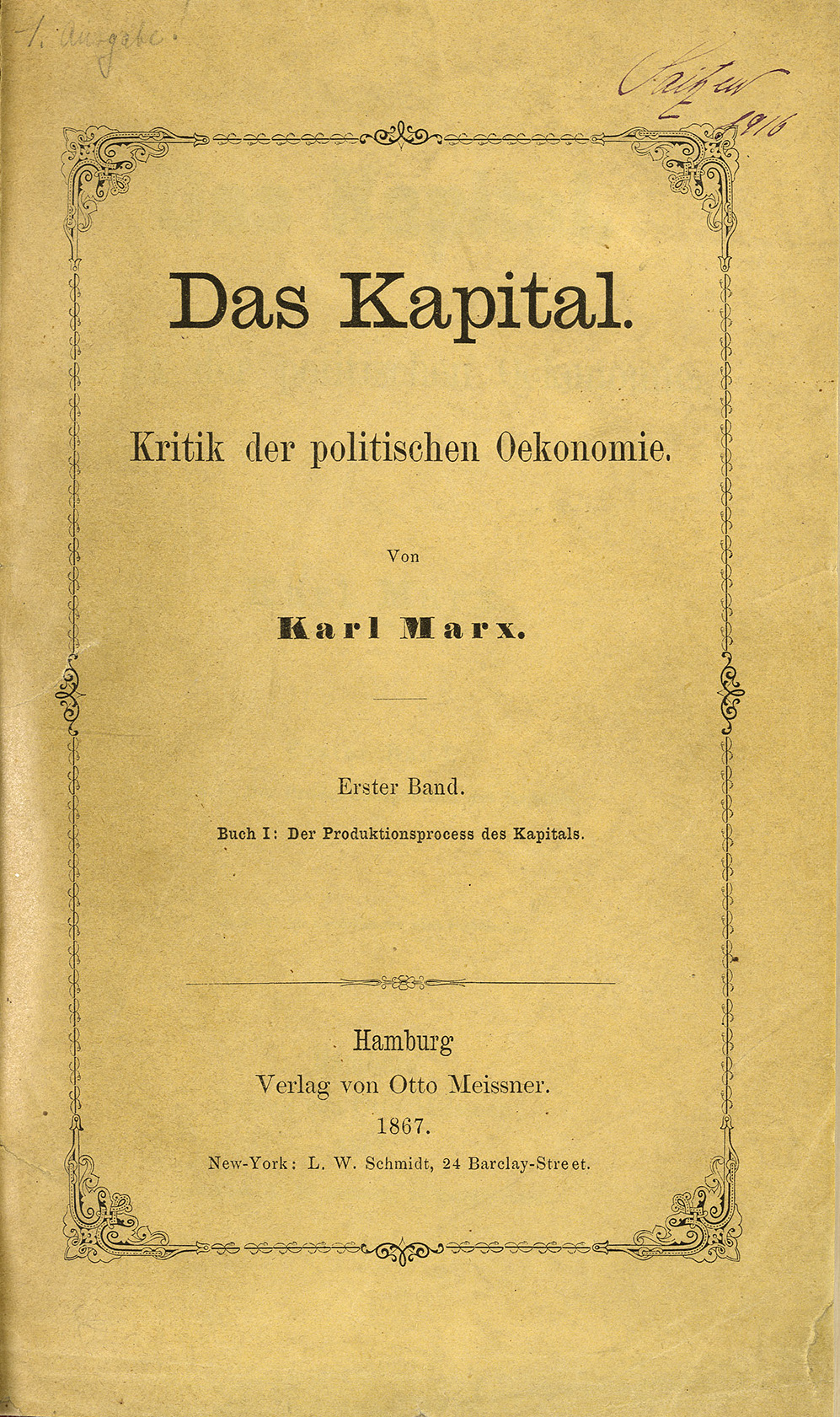
칼 마르크스의 세 권의 자본: 정치 경제에 대한 비판은 자본주의에 대한 가장 위대한 서면 비평 중 하나로 널리 알려져 있다.
자본주의 비판은 자본주의의 경제 시스템과 그 결과에 대한 거부 또는 불만을 수반하는 정치 경제에 대한 비판이다. 비판은 일반적으로 자본주의의 특정 측면이나 결과에 대한 불일치를 표현하는 것부터 자본주의 시스템의 원칙 전체를 거부하는 것까지 다양하다.
자본주의에 대한 비판은 아나키스트, 사회주의자, 마르크스주의자, 종교, 민족주의자 등 다양한 정치적, 철학적 접근 방식
에서 비롯된다. 일부 비평가들은 자본주의가 혁명을 통해서만 극복될 수 있다고 생각하는 반면, 다른 비평가들은 구조적 변화가 정치 개혁을 통해서만 천천히 일어날 수 있다고 믿는다. 일부 비평가들은 자본주의에 장점이 있다고 믿으며 일반적으로 정부 규제(예: 사회적 시장 운동)를 통해 자본주의와 사회적 통제의 균형을 맞추기를 원한다.
자본주의에 대한 비판 중 눈에 띄는 것은 자본주의가 본질적으로 착취적이고 소외되고 불안정하며 지속 불가능하며 막대한 경제적 불평등을 야기하고 사람들을 상품화하며 반민주적이며 제국주의적 확장과 전쟁을 장려하면서 인권과 국가 주권의 침식을 초래하고 인구의 과반수를 희생시키면서 소수에게 이익이 된다는 비난이다.

## 역사
프리드리히 엥겔스와 같은 자본주의의 초기 비평가들은 유럽의 급속한 산업화로 인해 14시간 근무, 아동 노동, 판자촌 등 불공정한 노동 조건이 형성되었다고 주장한다. 일부 현대 경제학자들은 1840년 이전에는 평균 생활 수준이 개선되지 않았거나 아주 천천히 개선되었을 뿐이라고 주장한다.

## 다양한 학파의 비판

### 무정부주의
프랑스 아나키스트 피에르-조셉 프라우동은 자본주의, 은행, 토지 이익을 보호하는 정부 특권과 경쟁을 저해하고 부를 소수의 손에 맡기는 재산(및 그로 인한 모든 형태의 강압)의 축적 또는 취득에 반대했다. 스페인의 개인주의 아나키스트 미구엘 기메네즈 이구알라다는 "자본주의는 정부의 효과이며, 정부가 사라지면 자본주의가 수직적으로 받침대에서 떨어지는 것을 의미한다 ... 우리가 자본주의라고 부르는 것은 다른 것이 아니라 국가의 산물이며, 그 안에서 추진되는 유일한 것은 이익이든 좋든 나쁘든 간에 이익뿐이다. 따라서 자본주의에 맞서 싸우는 것은 무의미한 일이며, 국가 자본주의나 기업 자본주의이기 때문에 정부가 존재하는 한 자본을 착취하는 것은 존재할 것이다. 의식의 싸움은 국가에 반하는 것이지만 국가에 반하는 것이다."
아나키즘 내부에서는 임금 노예제에 대한 비판이 등장했는데, 이는 임금에 따라 생계가 좌우되는 준자발적 노예제, 특히 의존도가 높고 즉각적인 상황을 의미한다. 이 용어는 사람을 소유하는 것과 임대하는 것의 유사성에 초점을 맞춰 노예제도와 임금 노동을 비유하는 데 사용되는 부정적인 의미의 용어이다. "임금 노예"라는 용어는 경제적 착취와 사회적 계층화를 비판하는 데 사용되어 왔으며, 전자는 주로 노동과 자본 간의 불평등한 교섭력(특히 노동자가 비교적 낮은 임금을 받는 경우, 예를 들어 땀방)으로 간주된다 그리고 후자는 노동자의 자체 관리 부족과 여가활동과 여가 시간을 충족시킨다.
자유주의 사회주의자들은 자유가 중요하다면 사회는 개인이 정치적 이슈와 함께 경제적 이슈를 결정할 수 있는 권한을 갖는 시스템을 위해 노력해야 한다고 믿는다. 자유주의 사회주의자들은 삶의 모든 측면에서 부당한 권한을 직접 민주주의, 자발적 연합, 대중의 자율성으로 대체하고자 한다. 물리적 공동체와 경제 기업을 포함한다. 산업 혁명이 등장하면서 프라우드혼과 마르크스와 같은 사상가들은 적극적인 개인 용도가 아닌 사회적 재산에 대한 비판의 맥락에서 임금 노동과 노예제도의 비교를 자세히 설명했다. 루드 자손은 나중에 엠마 골드만은 " 노예의 노예 대신 노예들을 고용하는 것이 아니라 노예 대신 노예들을 고용하고 있다는 것을 강조했다. 미국의 아나키스트 엠마 골드만은 자본주의의 경제 시스템이 인간의 자유와 양립할 수 없다고 믿었다. 그녀는 아나키즘과 기타 에세이에서 "재산이 인정하는 유일한 수요는 더 큰 부를 향한 그 자체의 식탐뿐"이라며 "부는 권력을 의미하며, 제압하고, 짓밟고, 착취하고, 노예로 만들고, 분노하고, 타락시키는 힘을 의미하기 때문"이라고 썼다. 그녀는 또한 자본주의가 노동자를 비인간화하여 "생산자를 철강과 철의 주인보다 의지와 결정이 적은 단순한 기계의 입자로 만들었다"고 주장했다.
노암 촘스키는 샤텔 노예제와 소유주에게 자신을 임대하는 것 또는 "임금 노예제" 사이에는 도덕적 차이가 거의 없다고 주장한다. 그는 개인의 자유를 훼손하는 것은 개인의 청렴성에 대한 공격이라고 생각한다. 그는 근로자가 직장을 소유하고 통제해야 한다고 주장한다. 많은 자유주의 사회주의자들은 대규모 자발적 협회가 노동자들이 노동의 개별 생산물에 대한 권리를 유지하면서 산업 제조를 관리해야 한다고 주장한다. 따라서 그들은 "사적 재산"과 "개인 소유"의 개념이 구분된다고 본다. "사적 재산"은 사용 중인지 여부와 생산 능력에 관계없이 물건에 대한 개인의 독점적 통제권을 부여하는 반면, "소유"는 사용하지 않는 물건에 대한 권리를 부여하지 않는다.
신 상호주의 경제학자 케빈 카슨은 자본주의 하에서 등장한 아나키스트 벤자민 터커의 '빅 4' 독점(토지, 화폐, 관세, 특허) 외에도 국가가 교통 및 통신 보조금의 형태로 조직 중앙화에 보조금을 지급함으로써 부유층에게 부의 이전을 했다고 주장한다. 그는 터커가 개별 시장 거래에 집중했기 때문에 터커가 이 문제를 간과했다고 생각하는 반면, 카슨은 조직 문제에도 집중한다. 상호주의 정치 경제학의 이론적 섹션은 한계주의 비판을 노동 가치 이론에 통합하려는 시도로 제시된다. 카슨은 지적 재산에 대해서도 매우 비판적이었다. 그의 가장 최근의 작품들의 주요 집중은 생산과 비공식적이고 비공식적이고 비공식적인 산업과 가구 경제를 발전시켰다. 카슨은 "중세의 구 계급 사회에서 직접적으로 새로운 계급 사회로 탄생한 자본주의는 초기 봉건적인 토지 정복만큼이나 막대한 강도 행위를 기반으로 설립되었다"고 주장한다. 자본주의는 생존을 상상할 수 없는 특권 시스템을 보호하기 위한 국가의 지속적인 개입에 의해 현재까지 유지되고 있다."
카슨은 기업 자본주의와 경제적 불평등을 방어하기 위해 자유 시장 수사를 사용하는 것을 설명하는 "불가리아 자유주의"라는 경멸적인 용어를 만들었다. 카슨에 따르면, 이 용어는 칼 마르크스가 "고의적으로 점점 더 사과하고 [경제 생활에 존재하는] 모순을 포함하는 개념을 존재에서 벗어나려고 끊임없이 시도하는" 경제 질서라고 설명한 "불가리아 정치 경제"라는 문구에서 유래했다.

### 보수주의와 전통주의
자본주의에 반대하는 보수주의자들에서 피터 콜로지는 노르베르토 바비오의 우파와 좌파에 대한 정의에 의존하여 평등이나 위계질서에 대한 선호에 따라 두 진영을 구분한다. 콜로지는 자본주의가 산업 혁명이 시작된 이래로 우파의 지속적인 비판에 직면해 왔다고 주장했다. 이러한 비판자들은 이질적이지만 "자유방임적 자본주의가 도덕적이거나 우수한 사람들이 지배하는 확립된 사회적 위계질서를 훼손했다"는 믿음으로 단결하고 있다.

2018년 9월, 무르타자 후세인은 인터셉트에 "자본주의에 반대하는 보수주의자들"에 대해 다음과 같이 썼다:
"자본주의에 반대하는 보수주의자들"에 실린 지적 역사의 핵심 측면 중 하나는 좌파와 우파 모두의 공통된 관심사인 공동체에 대한 필요성을 다루는 것이다. 자유 시장 자본주의에 의해 촉발된 사회 다윈주의적 압력의 암울한 결과 중 하나는 선진 사회에서 공동체, 가족, 직업 협회의 네트워크가 파괴되었다는 것이다. ... 이러한 소위 중간 기관은 역사적으로 일반인에게 의미감을 부여하고 국가와 시장의 구조적 폭력으로부터 그들을 보호하는 데 중요한 역할을 해왔다. 그들의 상실로 인해 원자화되고 외로운 거대한 계급이 생겨났고, 전통적인 지원원에서 이탈하여 비개인적인 경제 세력의 힘과 싸우게 되었다.
2023년 6월, 브리짓 라이더는 유럽 보수당에 성장 저해 운동에 대해 다음과 같이 썼다:
그러나 자본주의에 비판적인 이 보수주의자는 시장 주도의 경제학을 넘어서는 기술 진보와 개인의 자유에 대한 가능성을 보고 있으며, 산업화로 대체된 유럽 전통에서 영감을 찾고 있다. 자본주의 내에서 효율성이 높아졌음에도 불구하고 많은 보수주의자들은 특히 신이 무한하고 석유 및 기타 광물을 포함한 그의 생명체가 그렇지 않다는 점을 고려할 때 끝없는 경제 성장 가능성에 대해 회의적인 시각을 가지고 있다.

### 독재적 국가 사회주의
파시스트들은 국제 사회주의와 자유 시장 자본주의를 모두 반대하며 자신들의 견해가 제3의 입장을 대변한다고 주장하며 자유방임 자본주의도 공산주의도 아닌 현실적인 경제 대안을 제시한다고 주장했다. 그들은 불평등과 사회적 위계질서의 존재가 유익하다고 믿으며 협동주의와 계급 협력을 선호했다. 동시에 국가가 계급 간의 관계를 중재하는 역할을 한다고 주장했다(경제 자유주의자들의 견해와는 반대).

### 자유주의
계몽주의 시대 동안, 일부 자유주의는 임금 노예제도 비평가였다.

### 마르크스주의
칼 마르크스는 자본주의를 역사적으로 특정한 생산 방식(생산 재산을 소유하고 통제하는 방식, 생산 과정과의 연관성에 기반한 개인 간의 상응하는 사회적 관계와 결합)이라고 생각했다.
마르크스에 따르면 '자본주의 시대'는 16세기 상인과 소규모 도시 공방에서 시작되었다. 마르크스는 임금 노동이 자본주의 산업 이전 몇 세기 동안 완만한 규모로 존재한다는 것을 알고 있었다. 마르크스에게 자본주의 발전 단계 또는 '부르주아 사회'는 지금까지 가장 진보된 형태의 사회 조직이었지만, 최초의 귀족, 이후 자본주의, 마지막으로 노동 계급 통치의 종말에 도달함에 따라 전 세계적으로 사회주의 또는 공산주의적인 인간 사회의 변화 속에서 노동 계급이 집권할 것이라고 생각하기도 했다.
아담 스미스에 이어 마르크스는 상품의 사용 가치와 시장에서의 교환 가치를 구분했다. 마르크스에 따르면 자본은 원래 구매액의 합보다 교환 가치가 높은 새로운 상품을 창출하기 위한 목적으로 상품을 구매하여 창출된다. 마르크스에게 노동력의 사용은 자본주의 하에서 그 자체로 상품이 되었고 임금에 반영된 노동력의 교환 가치는 자본가에게 생산하는 가치보다 작았다.
이러한 가치관의 차이는 자본가들이 추출하고 축적하는 잉여 가치를 구성한다고 그는 주장한다. 마르크스는 그의 저서 <자본>에서 자본주의 생산 방식은 자본의 소유주가 노동자로부터 잉여 노동력을 추출하는 방식으로 구별된다고 주장하는데, 모든 이전 계급 사회는 잉여 노동력을 추출했지만 자본주의는 생산된 상품의 판매 가치를 통해 이 잉여 노동력을 추출하는 방식이 새로웠다고 한다. 그는 자본주의 사회의 핵심 요건은 인구의 상당수가 독립할 수 있는 자생력을 보유하지 않아야 하며, 대신 노동력을 임금에 팔아야 한다는 것이라고 주장한다.
자본주의에 대한 그의 비판과 함께 마르크스는 자본주의 하에서 생산 수단 및 수적 우위와의 관계로 인해 노동 계급이 사회주의 혁명의 원동력이 될 것이라고 믿었다.
자본주의의 최고 단계인 제국주의(1916)에서 블라디미르 레닌은 마르크스주의 이론을 더욱 발전시켜 자본주의가 반드시 독점 자본주의와 '제국주의'라고도 불리는 자본의 수출로 이어져 자본주의의 마지막이자 최고 단계를 나타내는 새로운 시장과 자원을 찾았다고 주장했다. 일부 20세기 마르크스주의 경제학자들은 자본주의 과정을 지배하는 사회적 정보를 고려하지만 독점적이지 않다.
이러한 사상가들에게 자본주의 계급 과정은 잉여 노동이 자본으로 사용할 수 있는 잉여 가치의 형태를 취하는 것일 뿐이며, 그럼에도 불구하고 자본주의 과정이 지배적인 기존 사회에는 노동을 활용하려는 다른 경향이 동시에 존재한다. 그러나 마르크스 후기의 다른 사상가들은 인구의 절대 다수가 비자본주의 경제 활동을 할 때처럼 자본주의가 잉여를 추출하는 방식이라면 사회 형성 전체가 자본주의로 분류될 수 있다고 주장한다.
데이비드 하비는 '자본에 대한 한계'(1982)에서 위기 형성 및 해결의 공간성과 결합된 과도하고 "공간적으로 불안한" 자본주의에 대해 설명한다. 하비는 마르크스의 위기 이론을 이용해 자본주의에는 '수정'이 있어야 하지만 어떤 수정 사항이 시행될지, 어떤 형태로 시행될지는 미리 결정할 수 없다는 주장을 뒷받침했다. 자본 축적의 위축과 자본주의 생산 방식 및 자금 흐름의 국제적 움직임에 대한 그의 연구는 큰 영향을 미쳤다. 하비에 따르면 자본주의는 변동성이 크고 지리적으로 고르지 않은 개발의 조건을 만들어낸다.
울리히 벡과 같은 사회학자들은 위험을 세계화된 경제에서 교환할 상품으로 보는 새로운 문화적 가치로서 위험의 사회를 구상했다. 이 이론은 재난과 자본주의 경제가 필연적으로 얽혀 있다고 제안했다. 재난은 그렇지 않으면 거부될 경제 프로그램의 도입과 생산의 계급 구조 분산을 허용한다.

### 종교
많은 조직 종교가 자본주의의 특정 요소를 비판하거나 반대해 왔다. 전통적인 유대교, 기독교, 이슬람교는 이자를 받고 돈을 빌려주는 것을 금지하고 있지만 다른 은행 방법이 개발되었다. 일부 기독교인들은 자본주의의 물질주의적 측면과 모든 사람의 안녕을 설명하지 못한다고 비판했다. 예수님의 비유 중 상당수는 농사, 양치기, 빚지고, 힘든 노동을 하고, 연회와 부자들의 집에서 제외되는 등 경제적인 문제를 다루고 있으며 부와 권력 분배에 영향을 미친다. 가톨릭 학자들과 성직자들은 자본주의가 가난한 사람들의 권리를 박탈하고 종종 대안으로 분배주의를 조장한다는 이유로 종종 자본주의를 비판해 왔다. 프란치스코 교황은 84페이지 분량의 사도적 권고문에서 자유로운 자본주의를 "새로운 폭정"이라고 묘사하고 세계 지도자들에게 증가하는 빈곤과 불평등에 맞서 싸울 것을 촉구했다:
일부 사람들은 자유 시장에 의해 장려되는 경제 성장이 필연적으로 세상에 더 큰 정의와 포용성을 가져오는 데 성공할 것이라고 가정하는 [낙수 경제학|낙수 이론]을 계속 옹호한다. 사실로 확인된 적이 없는 이 의견은 경제력을 휘두르는 사람들의 선량함과 지배적인 경제 시스템의 신성한 작동에 대한 조잡하고 순진한 신뢰를 표현한다. 한편 배제된 사람들은 여전히 기다리고 있다.

가톨릭 교회는 고리대금업을 금지한다. 교황 백과사전인 레룸 노바룸과 콰르다지모 아노가 설립한 가톨릭 사회 교육은 자유주의의 일부로 간주되기 때문에 자유주의를 지지하지 않으며, 두 번째로 자유주의는 사회 정의에 위배되기 때문이다. 2013년 프란치스코 교황은 글로벌 금융 시스템의 '독재'와 '돈의 문화'가 사람들을 비참하게 만들고 있기 때문에 자유 시장에 대한 더 많은 제한이 필요하다고 말했다. 프란치스코 교황은 회칙인 '라우다토시'에서 기후 변화를 촉진하는 자본주의의 역할을 비난했다.
이슬람은 자본주의 금융의 운영 방식인 이자(리바)로 돈을 빌려주는 것을 금지한다.

### 사회주의
사회주의자들은 자본의 축적이 비용이 많이 드는 시정 규제 조치가 필요한 외부 효과를 통해 폐기물을 발생시킨다고 주장한다. 또한 이러한 과정은 이윤을 남기고 판매할 제품에 대한 충분한 수요(예: 고압 광고)를 창출하기 위해 존재하는 낭비적인 산업과 관행을 생성하여 경제적 수요를 충족하기보다는 창출한다고 지적한다.
사회주의자들은 자본주의가 소비가 아닌 가격이 상승하는(투기라고 함) 나중에 판매하기 위해 상품을 구매하는 것과 같은 비이성적인 활동으로 구성된다고 주장한다. 따라서 사회주의자들이 종종 비판하는 중요한 것은 돈을 버는 것, 즉 자본을 축적하는 것이 수요의 충족(사용 가치의 생산)에 해당하지 않는다는 것이다. 자본주의에서 경제 활동의 근본적인 기준은 생산에 재투자하기 위한 자본의 축적이다. 이는 사용 가치를 생산하지 않고 축적 과정을 유지하기 위해 존재하는 새로운 비생산적 산업의 발전을 촉진한다. 비생산적 산업의 예로 경제 거품 형성에 기여하는 금융 산업을 들 수 있다.
사회주의자들은 사유 재산 관계를 경제에서 생산력의 잠재력을 제한하는 것으로 간주한다. 사회주의자들에 따르면, 사유 재산은 자본가의 역할이 중복될 때까지 수익의 사적 전유(하지만 투입물 배분에 있어 협력적 작업과 내부 계획에 기반함)에 기반한 중앙 집중식 사회화 기관에 집중하면 쓸모없게 된다. 자본 축적과 소유자 계급이 필요 없기 때문에 생산 수단의 사유 재산은 이러한 사회화 자산의 공개 또는 공동 소유에 기반한 개인의 자유로운 연합으로 대체되어야 하는 구식 경제 조직 형태로 인식된다. 개인 소유는 계획에 제약을 가하여 과잉 생산 위기 시 비즈니스 변동, 실업, 막대한 자재 자원 낭비를 초래하는 조정되지 않은 경제 결정으로 이어진다.
소득 분배의 과도한 불균형은 사회 불안정을 초래하고 재분배 과세의 형태로 비용이 많이 드는 시정 조치가 필요하다. 이로 인해 막대한 행정 비용이 발생하는 동시에 근무 동기를 약화시켜 부정직을 유발하고 탈세 가능성(시정 조치)을 높이면서 시장 경제의 전반적인 효율성을 떨어뜨린다. 이러한 시정 정책은 최저 임금, 실업 보험, 이윤 과세, 예비 노동력 감소와 같은 것을 제공하여 시장의 인센티브 시스템을 제한하여 자본가가 더 많은 생산에 투자할 인센티브를 줄인다. 본질적으로 사회 복지 정책은 자본주의의 인센티브 시스템을 무력화하므로 장기적으로 지속 불가능하다.
마르크스주의자들은 사회주의 생산 방식의 확립만이 이러한 결함을 극복할 수 있는 유일한 방법이라고 주장한다. 사회주의자, 특히 마르크스주의 사회주의자들은 노동계급과 자본 사이의 내재적 이해 상충으로 인해 가용 인적 자원의 최적 사용이 방해되고 전반적인 경제 효율성을 희생시키면서 국가에 영향을 미치려는 모순된 이익 집단(노동과 기업)이 경제에 개입하게 된다고 주장한다.
초기 사회주의자들(유토피아 사회주의자와 리카르도 사회주의자)은 자본주의가 사회의 작은 부분에 권력과 부를 집중시킨다고 비판했다 이용 가능한 기술과 자원을 대중의 이익을 위해 최대한의 잠재력으로 활용하지 않는 사람들.

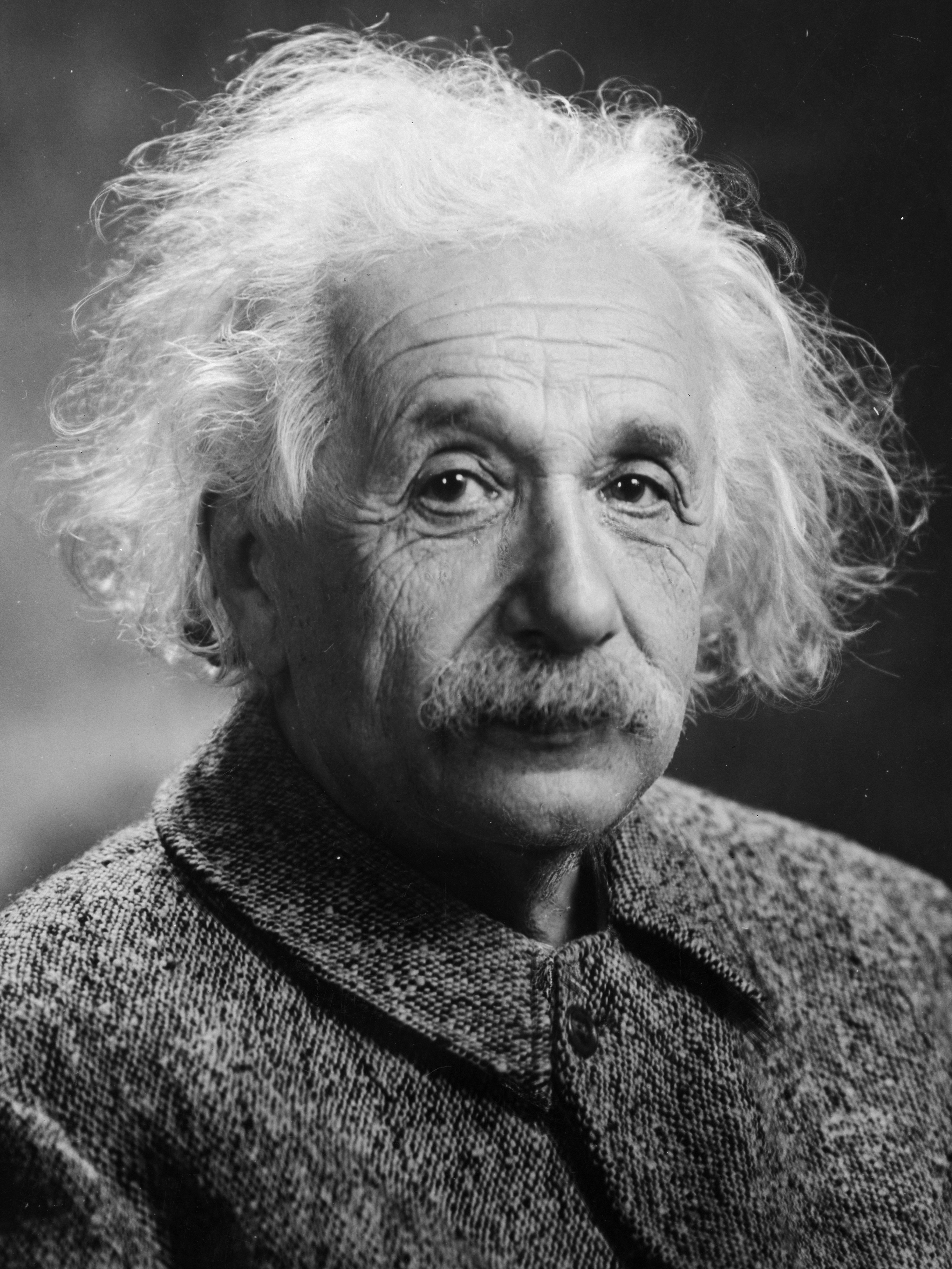
알버트 아인슈타인은 1949년 "왜 사회주의인가?"라는 글로 사회주의 계획 경제를 옹호했다

1949년 5월호 월간 리뷰에서 알버트 아인슈타인은 "사회주의는 왜?"라는 제목으로 다음과 같이 썼다:
저는 (자본주의의) 중대한 악을 제거할 수 있는 유일한 방법, 즉 사회적 목표를 지향하는 교육 시스템을 수반하는 사회주의 경제의 확립을 통해서만 (자본주의의) 중대한 악을 제거할 수 있다고 믿는다. 이러한 경제에서 생산 수단은 사회 자체가 소유하고 계획된 방식으로 활용된다. 공동체의 필요에 따라 생산을 조정하는 계획 경제는 일할 수 있는 모든 사람들에게 해야 할 일을 분배하고 모든 사람, 여성, 어린이에게 생계를 보장할 것이다. 개인의 교육은 자신의 타고난 능력을 증진하는 것 외에도 현재 사회에서 권력과 성공의 미화 대신 동료에 대한 책임감을 갖도록 발전시키려고 시도할 것이다.

## 비판 주제

### 민주주의와 자유
경제학자 브란코 호르바트는 "자본주의 발전이 자본, 고용, 권력의 집중으로 이어진다는 것은 이제 잘 알려져 있다. 경제의 자유를 거의 완전히 파괴한다는 것은 다소 덜 알려져 있다."
비평가들은 자본주의에는 대다수 인구의 정치적, 민주적, 경제적 힘이 부족하기 때문에 자본주의가 사실 민주주의가 아니라 금권 정치라고 주장한다. 그들은 자본주의에서 생산 수단은 소수의 인구가 개인적으로 소유하고 대다수의 인구는 경제를 통제할 수 없기 때문이라고 말한다. 비평가들은 자본주의가 상대적으로 적은 소수의 전 세계 인구에게 막대한 자금과 재산을 공급하여 엘리트와 대다수 인구 사이에 막대한 부와 소득 불평등을 초래한다고 주장한다. 자본주의가 금권주의라는 사실에 대한 증거는 노동자에게는 세금을 인상하고 자본가에게는 세금을 감면하는 정책, 국민의 의사에 반함에도 불구하고 정년을 늘리는 정책 등 노동자를 희생시키면서 자본가에게 이익이 되는 정책에서 볼 수 있다. "기업 자본주의"와 "역전 전체주의"는 앞서 언급한 자본주의의 활동가이자 비판자들이 사회 복지에 대한 관심 없이 이윤을 추구해야 하는 위계적, 관료적, 대기업의 지배를 특징으로 하는 자본주의 시장과 사회를 설명하기 위해 사용하는 용어이다. 기업 자본주의는 규제 기관의 정책과 정치 캠페인에 영향을 미치는 등 기업과 대기업 이익 집단이 정부 정책에 대해 갖는 힘과 영향력에 대해 비판을 받아왔다. 많은 사회 과학자들은 기업이 국민의 이익을 위해 행동하지 않는다고 비판해 왔으며, 대기업의 존재가 한 사회의 모든 개인 간에 동등한 권력 관계를 가정하는 민주주의의 원칙을 우회하는 것처럼 보인다고 주장한다. 정치 좌파의 일원으로 기업의 힘과 영향력에 반대하는 활동가들은 소득 격차를 줄이고 경제적 형평성을 개선하기 위해 노력한다.
"자본주의는 가장 사악한 사람이 모든 사람의 최대 이익을 위해 가장 사악한 일을 할 것이라는 놀라운 믿음이다."
앞서 언급한 학자, 지식인, 활동가들 사이에서 거대 다국적 기업의 부상은 공정한 부의 분배, 공평한 민주적 정치 및 사회경제적 권력 대변, 기타 많은 인권과 필요와 같은 기본적 인권과 민권의 심층적이고 구조적인 침식을 초래할 것으로 보는 학자, 지식인, 활동가들 사이에서 우려의 대상이 되어 왔다. 그들은 대기업이 소비자에게 잘못된 욕구를 창출하고 있으며, 고가의 합법적 로비 및 기타 거의 항상 합법적이고 강력한 형태의 영향력 행사를 통해 주권 국가의 정책을 간섭하고 왜곡해 왔다고 주장한다. 이러한 믿음을 뒷받침하는 증거로는 광고판, 텔레비전 광고, 애드웨어, 스팸, 텔레마케팅, 아동 대상 광고 및 게릴라 마케팅과 같은 침습적 광고, 소위 '민주적' 선거에서의 대규모 개방형 또는 비밀 기업 정치 캠페인 기부, 기업주의, 정부와 기업 간의 회전문, 규제 포착, "너무 커서 실패할 수 없다"(일명 '너무 커서 감옥에 갈 수 없다'), 납세자가 제공하는 대규모 기업 구제금융, 매우 부유하고 잔인하며 악랄한 사람들을 위한 사회주의/공산주의, 다른 모든 사람들을 위한 다윈식 자본주의, 기업 부패에 대한 끝없이 이어지는 글로벌 뉴스 기사(마사 스튜어트와 엔론 등) 등이 있다. 반기업 활동가들은 대기업이 대주주에게만 답변한다는 견해를 표명하며, 인권 문제, 사회 정의 문제, 환경 문제 및 기타 중요한 이슈를 전 세계 인구의 하위 99%에게 제공하고 있다. 미국의 정치 철학자 조디 딘은 현대의 경제 및 금융 재앙으로 인해 자본주의가 실행 가능한 경제 시스템이라는 개념이 사라졌다고 말하며, "미국 정부가 은행에 수조 달러를 투자하고 유럽 중앙은행이 국가 정부를 조작하고 사회 프로그램을 삭감하면서 민주주의가 경제 정의를 위한 힘을 발휘한다는 환상이 사라졌다."라고 덧붙였다.
퀸 슬로보디안에 따르면, 자본주의가 민주주의를 약화시키는 한 가지 방법은 "국민 국가의 영토에 구멍을 뚫어" 특별 경제 구역을 만드는 것이며, 그 중 5,400개는 조세 피난처부터 "흔히 철조망으로 둘러싸인 저임금 생산 부지"에 이르기까지 전 세계에 존재하며, 그는 "법이 다르고 종종 민주적 감독이 없는 예외 구역"이라고 설명한다
데이비드 슈바이카트는 이렇게 썼다: "[자본주의 사회에서] 평범한 사람들은 정치 지도자를 선택할 수 있을 만큼 유능하지만 상사는 선택할 수 없는 것으로 간주된다. 현대 자본주의는 민주주의를 기념하지만, 민주주의가 가장 즉각적이고 구체적으로 활용될 수 있는 시점, 즉 성인 생활의 대부분을 활동적이고 경계하는 시간을 보내는 곳에서 우리의 민주주의 권리를 부정한다."
미국 건국자 중 한 명인 토마스 제퍼슨은 "우리가 탄생하면서 감히 우리 정부에 힘의 재판에 도전하고 조국의 법에 저항하는 돈 많은 기업의 귀족을 짓밟기를 바란다."라고 말했다. I1938년 4월 29일 프랭클린 D. 루즈벨트는 미국 의회에 보낸 메시지에서 사권의 성장이 파시즘으로 이어질 수 있다고 경고하면서 "민주주의의 자유는 민주주의 국가 자체보다 더 강해질 정도로 국민이 사권의 성장을 용인한다면 안전하지 않다"고 주장했다. 이는 본질적으로 개인, 집단 또는 기타 민간 권력을 통제하는 모든 사람이 정부를 소유하는 파시즘이다. 국세청 통계에 따르면 1935년의 수치는 다음과 같다: "기업 자산 소유: 전국 각지에서 보고하는 모든 기업 중 1%가 전체 자산의 52%를 소유하고 있다."
드와이트 D. 아이젠하워 미국 대통령은 기업 권력과 사실상의 파시즘의 결합이라는 개념을 비판했다 그리고 1961년 대국민 고별 연설에서 미국의 "거대한 군사 시설과 대규모 무기 산업의 결합"에 주목하고 "민간 경제와 공공 경제 간의 균형, 비용과 이익에 대한 희망 사이의 균형"을 유지해야 한다고 강조했다.
1986년 존 심판은 존 심판과 해리 빈왕과 존 르완이다.
시스템으로서의 자본주의는 [봉건주의], [왕실주의], [파시스트], [노예주의], [아파르트헤이트], [개발 중]와 공존하고 때때로 후원해 왔다. 또한 일부 심장부 국가에서 진보, 개발 및 혁신의 위대한 엔진이 되기도 했다. 이는 자본주의가 아이디어가 아닌 시스템으로 연구되어야 한다는 것을 의미한다. 자유의 후원자라고 주장하는 것은 순전히 우연적인 것이다. 좋은 [선전]이지만 그다지 좋은 [정치학]은 아니다

### 근로자 착취
자본주의 비평가들은 이 제도를 본질적으로 착취적이라고 생각한다. 경제적 의미에서 착취는 종종 이윤을 위한 노동의 수용과 관련이 있으며 칼 마르크스의 가치 노동 이론에 근거한다. 노동 가치 이론은 데이비드 리카르도와 아담 스미스와 같은 고전 경제학자들에 의해 지지되었는데, 그는 "상품의 가치는 생산에 필요한 노동의 상대적 양에 달려 있다"고 믿었다.
마르크스는 다스 캐피탈에서 상품을 자본주의 조직의 기본 단위로 파악했다. 마르크스는 상품 간의 '공동 분모', 특히 상품은 노동의 산물이며 교환 가치(즉, 가격)에 의해 서로 관련되어 있다고 설명했다. 마르크스주의자들은 노동 가치 이론을 사용하여 상품을 생산하는 데 필요한 사회적으로 필요한 노동 시간에 따라 상품이 교환된다는 점에서 노동 가치와 교환 가치 사이의 연관성을 발견한다. 그러나 산업 조직의 생산적 힘으로 인해 노동자들은 근무 시간 동안 생존 비용(식료품, 쉼터, 의류 등)보다 더 많은 교환 가치를 창출하는 것으로 간주된다. 마르크스주의자들은 따라서 자본가들이 과잉 노동(즉, 잉여 가치)을 수용하면서 이러한 생존 비용을 지불할 수 있다고 주장한다.
마르크스주의자들은 경제적 불평등으로 인해 "자유" 조건에서는 노동력 구매가 이루어질 수 없다고 주장한다. 자본가는 생산 수단(예: 공장, 기업, 기계 등)을 통제하고 노동자는 자신의 노동력만 통제하기 때문에 노동자는 자연스럽게 자신의 노동력을 착취할 수 있도록 강요받게 된다. 비평가들은 착취의 정의가 동의와 무관하기 때문에 착취에 동의하더라도 착취가 발생한다고 주장한다. 본질적으로 노동자는 자신의 노동이 착취되거나 기아에 직면할 수 있도록 허용해야 한다. 현대 경제에서 어느 정도의 실업은 전형적이기 때문에 마르크스주의자들은 자유 시장 체제에서 임금이 자연스럽게 하락한다고 주장한다. 따라서 노동자가 임금에 이의를 제기하더라도 자본가들은 더 절박한 노동 예비군 출신을 찾을 수 있다.
파업 행위(또는 위협)는 역사적으로 개인의 보복에 대한 두려움 없이 자본가로부터 노동력을 보류하기 위한 조직적인 행동이었다. 자본주의를 비판하는 일부 사람들은 노동조합주의의 필요성을 인정하면서도 노동조합이 착취 시스템을 그대로 유지한 채 이미 착취적인 시스템을 개혁할 뿐이라고 생각한다. 리산더 스푸너는 "거의 모든 재산은 실현하는 사람이 아닌 다른 사람의 자본과 노동으로 창출된다"고 주장했다. 실제로 한 개인이 큰 재산을 만들 수 있는 경우는 그의 스펀지 같은 자본과 다른 사람의 노동력 외에는 거의 없다."
일부 노동 역사가와 학자들은 노예, 계약 하인, 죄수 또는 기타 강제 노동자에 의한 자유로운 노동은 자본주의 관계와 양립할 수 있다고 주장한다. 톰 브라스는 자유롭지 못한 노동은 자본에 허용된다고 주장했다. 역사학자 그렉 그랜딘은 자본주의의 기원은 노예제도에 있다고 주장하며, "역사학자들이 대서양 시장 혁명에 대해 이야기할 때는 자본주의에 대해 이야기한다. 그리고 그들이 자본주의에 대해 이야기할 때는 노예제도에 대해 이야기한다."라고 말한다 에드워드 E를 포함한 일부 역사학자들은 에드워드 E를 포함한 일부 역사학자들은 말했다. 침례와 베벤트 벡은 미국의 폭력적인 개발에서 필수적인 구성 요소라고 주장한다. 슬로베니아의 대륙 철학자 슬라보즈 지에크는 새로운 글로벌 자본주의 시대가 아라비아 반도의 기본적인 민권을 박탈당한 이주 노동자, 아시아 노동자들의 전면적인 통제, 중앙 아프리카의 천연 자원 착취에 강제 노동을 사용하는 등 새로운 형태의 현대 노예제도를 가져왔다고 주장한다.
발달 심리학자 하워드 가드너와 같은 학자들은 개인의 부의 상한선을 "세상을 더 나은 곳으로 만드는 해결책"으로 채택할 것을 제안했다. 마르크스주의 경제학자 리처드 D. 울프는 자본주의 경제가 공동체의 사회적 요구보다 이윤과 자본 축적을 우선시하며, 자본주의 기업은 기업의 기본 결정에 노동자를 거의 포함시키지 않는다고 가정한다.
새로운 사회연구학교의 정치경제학자 클라라 E. 마테이는 위계적 임금 관계를 강화하여 노동을 규율하고 따라서 임금 억압과 노동자의 단체 교섭력 약화를 통해 자본주의 시스템을 보호하기 위한 재정, 통화 및 산업 긴축 정책을 시행하면 "글로벌 불평등 추세"의 주요 동인 중 하나인 소유 계급의 이윤을 높이면서 착취를 증가시킬 수 있음을 보여준다. 예를 들어, 마테이는 지난 40년 동안 미국에서 전국 생산량의 이윤 점유율은 증가한 반면 노동의 점유율은 급감하여 소유주의 이윤과 노동자 손실 사이의 대칭적인 관계를 보여주며, 전자가 후자로부터 빼앗고 있음을 보여준다. 그녀는 "실질 임금이 노동 생산성에 크게 뒤처지는 등 착취의 증가도 분명했다"고 덧붙였다.”

### 제국주의, 정치 억압, 대량 학살
20세기 초 블라디미르 레닌은 해외에서 자본주의적 이익을 방어하기 위해 국가가 군사력을 사용하는 것은 독점 자본주의의 필연적인 귀결이라고 썼다. 그는 자본주의가 생존하기 위해서는 제국주의가 필요하다고 주장했다. 레닌에 따르면 금융 자본의 수출이 상품 수출을 대체했고, 은행과 산업 자본이 합병하여 생산과 분배가 고도로 중앙 집중된 대규모 금융 카르텔과 신탁을 형성했으며, 독점 자본가들은 국가 정책에 영향을 미쳐 세계를 관심의 영역으로 분할했다. 이러한 추세로 인해 국가들은 군사력을 통해 해외에서 자본주의적 이익을 방어하게 되었다.
경제 인류학자 제이슨 히켈에 따르면 자본주의는 대규모 투자, 지속적인 성장과 확장, 막대한 양의 값싼 노동력을 목적으로 경제 엘리트의 손에 과도한 부의 축적을 요구한다. 따라서 자본주의로의 점진적이거나 평화로운 전환은 없었으며 결코 있을 수 없었을 것이며, 자본주의 시대에 "조직적인 폭력, 대량 빈곤, 자급자족 경제의 파괴"가 시작되었다. 식민지화된 사람들은 유럽 농민들이 제품을 생산하는 노예 노동자가 되었고, 이들은 값싼 노동력을 착취당하는 절박한 심정으로 공장을 가득 채웠다. 히켈은 이러한 발전에 대한 격렬한 저항이 있었다고 덧붙이며, "산업 혁명 직후인 1500~1800년대는 세계 역사상 가장 피비린내 나는 격동의 시기 중 하나였다"고 말한다
사회학자 데이비드 니버트는 자본주의가 "구 귀족들이 지배하는 사회 시스템만큼이나 폭력적이고 억압적인 것으로 밝혀졌지만" "지속적인 성장과 확장의 필요성이라는 추가적이고 위험한 위험"도 포함되었다고 주장한다. 이에 대한 예로 니버트는 19세기에 목장 운영 확대와 영리 목적으로 가축 사육을 목적으로 대초원에서 수백만 마리의 물소를 대량 학살하고 원주민을 토벌하고 추방한 사건을 지적한다.
자본주의와 자본주의 정부는 사회주의자들로부터 본질적으로 과두 정치라는 비판을 받기도 했다. 피할 수 없는 불평등으로 인해.
드와이트 D. 아이젠하워의 대통령 고별 연설에서 언급된 이 군사-산업 단지는 미국 자본주의 체제에서 중요한 역할을 하는 것으로 보인다. 이는 미국의 군사주의와 해외 개입의 원동력 중 하나일 수 있다. 미국은 군사력을 사용하여 글로벌 남부의 신자유주의 자본주의를 고착화하고, 미국 경제 엘리트의 이익을 보호하며, 특히 냉전 시대에 이러한 고착화에 대한 가능한 저항을 분쇄하기 위해 국가 테러와 대중 폭력을 장려하고 조장해 왔다, 브라질, 칠레, 인도네시아가 주요 사례이다.

### 비효율성, 비합리성 및 예측 불가능성
일부 반대자들은 자본주의의 비효율성을 비판한다. 그들은 자본주의 이전의 산업적 재사용과 절약에서 '레디메이드' 소재를 밀어붙이는 소비자 기반 경제로의 전환에 주목한다. 쓰레기의 가치가 없다고 생각하는 자본주의 하에서 위생 산업이 생겨났다는 주장이 있는데, 이는 '쓰레기'가 거의 무한정 사용되고 재사용되던 과거와는 크게 달라진 것이다. 이 과정에서 비평가들은 자본주의가 가능한 한 많은 제품을 판매하는 것을 기반으로 이윤 중심의 시스템을 만들었다고 말한다. 비평가들은 '레디메이드' 트렌드를 2008년 현재 1인당 매일 4.5파운드의 쓰레기가 발생하는 쓰레기 문제(1960년의 2.7파운드에 비해)와 연관시킨다. 보존에 중점을 둔 반자본주의 단체에는 생태사회주의자와 사회 생태학자가 포함된다.
계획된 노후화는 자본주의 하에서 낭비적인 관행이라는 비판을 받아왔다. 제품이 필요 이상으로 빨리 닳도록 설계함으로써 새로운 소비가 창출된다. 이는 매출을 증가시킴과 동시에 과도한 낭비를 초래하여 기업에 도움이 될 것이다. 잘 알려진 예로는 Apple이 18개월 후에 iPod를 고장나게 설계했다는 요금이 있다. 비평가들은 계획된 노후화를 낭비적이고 비효율적인 자원 사용으로 보고 있다.나오미 클라인과 같은 다른 저자들은 브랜드 기반 마케팅이 제조 제품보다 회사의 브랜드에 더 중점을 두고 있다고 비판했다.
일부 경제학자, 특히 마르크스주의 경제학자들은 영구 자본 축적 시스템이 실제 수요와 필요를 충족하는 대신 돈을 벌기 위해 산업과 일자리가 창출됨에 따라 비합리적인 결과를 초래하고 자원을 잘못 배분한다고 주장한다.

### 시장실패
시장 실패는 경제학자들이 시장에 의한 상품과 서비스의 배분이 효율적이지 않은 상태를 설명하는 데 사용하는 용어이다. 케인즈주의 경제학자 폴 크루그먼은 개인의 이기심 추구가 사회 전체에 나쁜 결과로 이어지는 이 시나리오를 보고 있다. 존 메이너드 케인즈는 자유 시장보다 정부의 경제 개입주의를 선호했다. 일부 사람들은 자유 시장에서 완벽한 정보와 완전한 경쟁이 부족하다는 것이 정부 개입의 근거라고 믿는다. 다른 사람들은 독점, 독과점, 내부자 거래, 가격 폭리 등 자유 시장에서 특정 고유한 문제를 인식한다.

### 부등식
비평가들은 자본주의가 부의 불공정한 분배와 권력, 시장 독점 또는 과점 경향(그리고 과점주의에 의한 정부), 제국주의, 반혁명 전쟁 및 다양한 형태의 경제 및 문화 착취, 노동자와 노동조합원의 탄압, 사회적 소외, 경제적 불평등, 실업 및 경제 불안정과 같은 현상과 관련이 있다고 주장한다. 비평가들은 자유방임주의가 자본주의 사유 재산과 결합될 때 과점 구조에 대한 내재적 경향이 있다고 주장한다. 자본주의는 생산과 경제의 방향이 계획되지 않아 많은 불일치와 내부 모순을 야기한다는 점에서 많은 사회주의자들에게 비이성적인 것으로 간주되며, 따라서 공공 정책을 통해 통제되어야 한다.
20세기 초 블라디미르 레닌은 해외에서 자본주의적 이익을 방어하기 위해 국가가 군사력을 사용하는 것은 독점 자본주의의 필연적인 귀결이라고 주장했다.
2019년 마르크스주의 경제학자 리처드 D. 울프는 자본주의는 불안정하고 자본주의는 불평등하며 근본적으로 비민주적이라고 주장했다.

체 게바라는 1965년 우루과이 몬테비데오에서 발행되는 주간 신문 마르카의 편집장 카를로스 키야노에게 보낸 편지에서 이렇게 썼다:
눈이 멀고 일반인에게는 보이지 않는 자본주의의 법칙은 자신도 모르게 개인에게 작용한다. 앞으로 무한해 보이는 지평선의 광활함만 보인다. 이것이 바로 자본주의 선전가들이 록펠러의 사례에서 개인의 성공 가능성에 대한 교훈을 얻기 위해 그리는 방식이다. 록펠러가 등장하는 데 필요한 빈곤과 고통의 양과 그런 규모의 재산이 축적되는 데 수반되는 타락의 양은 그림에서 제외되어 있으며, 대중 세력이 이를 명확하게 드러낼 수 있는 것은 아니다. 늑대들 사이의 경쟁이다. 다른 사람들의 실패를 감수해야만 이길 수 있다.

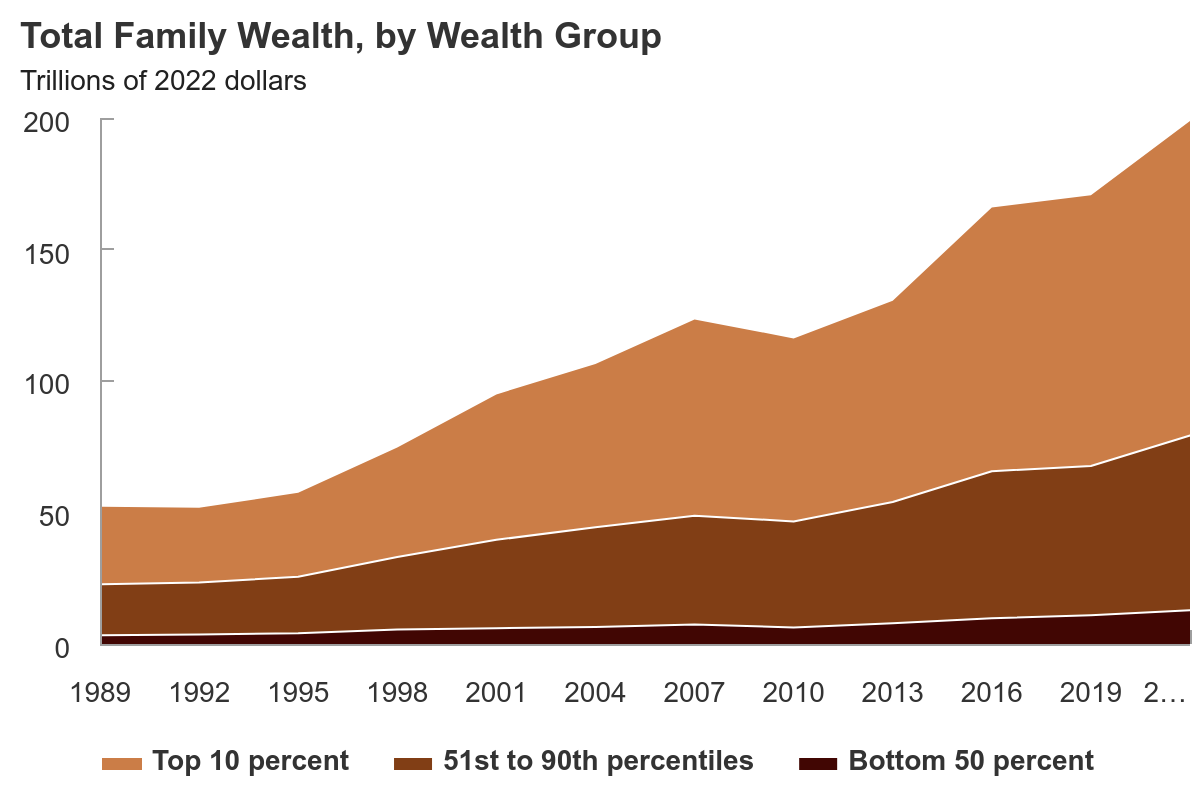
미국의 부의 불평등은 1983년부터 2013년까지 증가했다.

자본주의에 대한 현대 비평가로는 이민화의 원천이자 시스템 실패의 원천으로서 불평등에 초점을 맞춘 라비 바트라가 있다. 바트라는 1980년대 베스트셀러에서 불평등의 지표이자 우울증의 중요한 결정 요인으로 '부자 1%가 보유한 부의 비중'이라는 개념을 대중화했다. 학자 크리스틴 고지와 미첼 오렌스타인은 자본주의가 자신의 장치에 맡겨지면 소수의 경제 엘리트 그룹이 사회에서 부와 권력의 대부분을 장악하게 될 것이라고 제안한다. 딜런 설리번과 제이슨 히켈은 현대의 글로벌 자본주의 체제가 비민주적이고 생산 수단에 대한 소유권이나 통제권이 없는 노동자들이 "지배 계급이나 외부 제국 권력에 의해 전유된" 노동력을 가지고 공동의 토지와 자원과 단절되는 극심한 불평등의 조건을 유지했기 때문에 빈곤이 생산성이 높지만 불구하고 여전히 존재한다고 주장한다.
"노동자만이 생산되기 때문에 자본가들은 추출을 추출하여 이 값을 추출할 수 있다. 그리고 착취, 정의로, 평등을 부정한다.
미국에서는 해당 분포의 상위 1%에 속하는 가구의 소득과 부의 비율이 각각 21%(2006년)와 37%(2009년)이다. 라비 바트라와 같은 비평가들은 자본주의 체제가 이미 더 많은 자원을 보유한 사람들에게 유리한 편향성을 내재하고 있다고 주장한다. 불평등은 상속 및 경제 정책을 통해 확산될 수 있다. 부유한 사람들은 자녀에게 더 나은 교육과 상속된 부를 제공해야 하는 위치에 있으며, 이는 능력이나 노력에 차이가 없는 사람들 사이에 부의 큰 차이를 만들거나 늘릴 수 있다. 한 연구에 따르면 미국에서는 포브스지 '400명의 부자' 목록에 포함된 사람들 중 43.35%가 이미 태어날 때부터 자격을 갖추기에 충분한 부자였다. 또 다른 연구에 따르면 미국의 부와 교육은 경제적 지위를 계승하는 데 중요하지만, IQ는 주요 기여자가 아니며 IQ의 유전적 전달은 훨씬 덜 중요하다고 한다. 바트라는 레이건 대통령 재임 이후 미국에서 세금 및 복리후생 법안이 불평등과 경제 문제에 크게 기여했으며 폐지되어야 한다고 주장해 왔다.

### 시장 불안정성
자본주의 비평가들, 특히 마르크스주의자들은 시장 불안정성을 자본주의 경제의 영구적인 특징으로 파악한다. 마르크스는 자본주의의 계획되지 않고 폭발적인 성장이 원활하게 이루어지는 것이 아니라 정체 또는 쇠퇴가 일어나는 과잉 생산 기간(즉, 경기 침체)에 의해 중단된다고 믿었다. 마르크스주의자들이 보기에 자본주의 생산 방식에는 몇 가지 모순이 있으며, 특히 자본 영역의 무정부 상태(즉, 자유 시장)와 노동 영역의 사회화된 생산(즉, 산업주의) 사이의 내적 모순이 존재한다. 마르크스와 엥겔스는 공산당 선언에서 과잉과 빈곤의 독특한 자본주의적 병치를 강조했다: "사회는 갑자기 순간적인 야만의 상태에 처하게 된다. 그 이유는 무엇일까요? 문명이 너무 많고, 생계 수단이 너무 많고, 산업이 너무 많고, 상업이 너무 많기 때문이다."
일부 학자들은 2007~2008년의 금융 위기를 신자유주의 자본주의 모델 탓으로 돌린다. 2007년 은행 위기 이후 경제학자이자 전 연방준비제도이사회 의장이었던 앨런 그린스펀은 2008년 10월 23일 미국 의회에서 "현대식 위험 관리 패러다임이 수십 년 동안 영향력을 행사했다"고 말했다. 그러나 작년 여름에 전체 지적 재산이 무너졌다." 그리고 "조직, 특히 은행과 다른 조직의 이기심이 자신의 주주와 기업에 대한 지분을 보호할 수 있을 정도로 자신의 이익을 가장 잘 보호할 수 있다고 생각한 것은 실수였다... 저는 충격을 받았다."

### 소유물
피에르-조셉 프라우돈과 프리드리히 엥겔스는 자유 시장이 반드시 자유로운 것은 아니며 이미 사유지를 소유하고 있는 사람들에게 집중되어 있다고 주장한다. 그들은 토지에 대한 사유 재산 집행과 천연 자원에 대한 독점권을 포함한 자본주의 규제가 모두가 소유해야 할 것을 부당하게 둘러싸고 있으며, 사유 재산이 없는 사람들은 노동력을 후자에 유리한 시장에서 자본가와 지주에게 팔아야 하며, 따라서 노동자들은 생존을 위해 저임금을 받아들여야 한다고 생각한다. 프라우드혼은 자본주의에 대한 비판에서 사유 재산에 대한 강조가 문제라고 생각했다. 그는 사유 재산이 전제주의로 이어진다고 주장하며 재산은 절도라고 주장했다: "이제 재산은 반드시 전제주의, 즉 카프리스의 정부, 성욕적 쾌락의 통치를 초래한다. 그것이 재산의 본질이기 때문에 재산을 확신하려면 재산이 무엇인지 기억하고 주변에서 일어나는 일을 관찰해야 한다. 재산은 사용하고 남용할 권리이다." 아나키스트 공산주의자와 같은 많은 좌파 아나키스트들은 자본주의 사유 재산을 개인적 용도에 따라 사물에 대한 주장을 펼칠 수 있는 시스템으로 대체하는 것을 믿으며, "사적" 재산은 사물에 대한 개인 또는 개인의 지배이며, 사물 사용에 대한 개인이나 개인의 주장이 아니며" "이것은 매우 다른 문제이다. 재산은 부의 독점, 소유주가 필요하든 그렇지 않든 다른 사람이 재산을 사용하지 못하도록 할 권리를 의미한다."
상호주의자와 일부 아나키스트는 시장과 사유지를 지지하지만 현재의 형태는 아니다. 그들은 현대 자본주의의 특정 측면이 강압이 없는 상태에서 개인이 거래할 수 있는 능력을 침해한다고 주장한다. 상호주의자들은 시장과 노동의 산물인 사유 재산을 지지하지만, 이러한 시장이 노동자들이 노동의 가치를 스스로 실현할 수 있도록 보장할 때만 가능하다.
최근 대부분의 경제는 특허나 저작권과 같은 사유 재산권을 포함하도록 확장했다. 비평가들은 이러한 소위 지적 재산권 법이 이전 자원이 거의 없는 사람들에게 강압적이라고 생각한다. 그들은 이러한 규제가 아이디어 공유를 방해하고 비생산적인 임대료 추구 행동을 조장하여 경제에 치명적인 손실을 초래하여 시장 진입을 금지하는 장벽을 세웠다고 주장한다. 모든 친자본가가 저작권의 개념을 지지하는 것은 아니지만, 저작자에 대한 보상이 인센티브로 필요하다고 주장한다.

### 환경 지속 가능성
자본주의의 많은 측면이 주로 기업 자본주의에 반대하는 반세계화 운동의 공격을 받고 있다. 환경운동가들과 학자들은 자본주의가 지속적인 경제 성장을 필요로 하며, 이는 필연적으로 지구의 유한한 천연 자원을 고갈시키고 동식물의 대량 멸종을 초래할 것이라고 주장해 왔다. 이러한 비판자들은 현대 세계화 자본주의의 이념적 근간인 신자유주의가 실제로 세계 무역을 증가시켰지만, 전통적인 삶의 방식을 파괴하고 불평등을 악화시키며 전 세계 빈곤을 증가시켰으며 1970년대 후반 이후 환경 지표가 막대한 환경 악화를 초래했다고 주장한다.

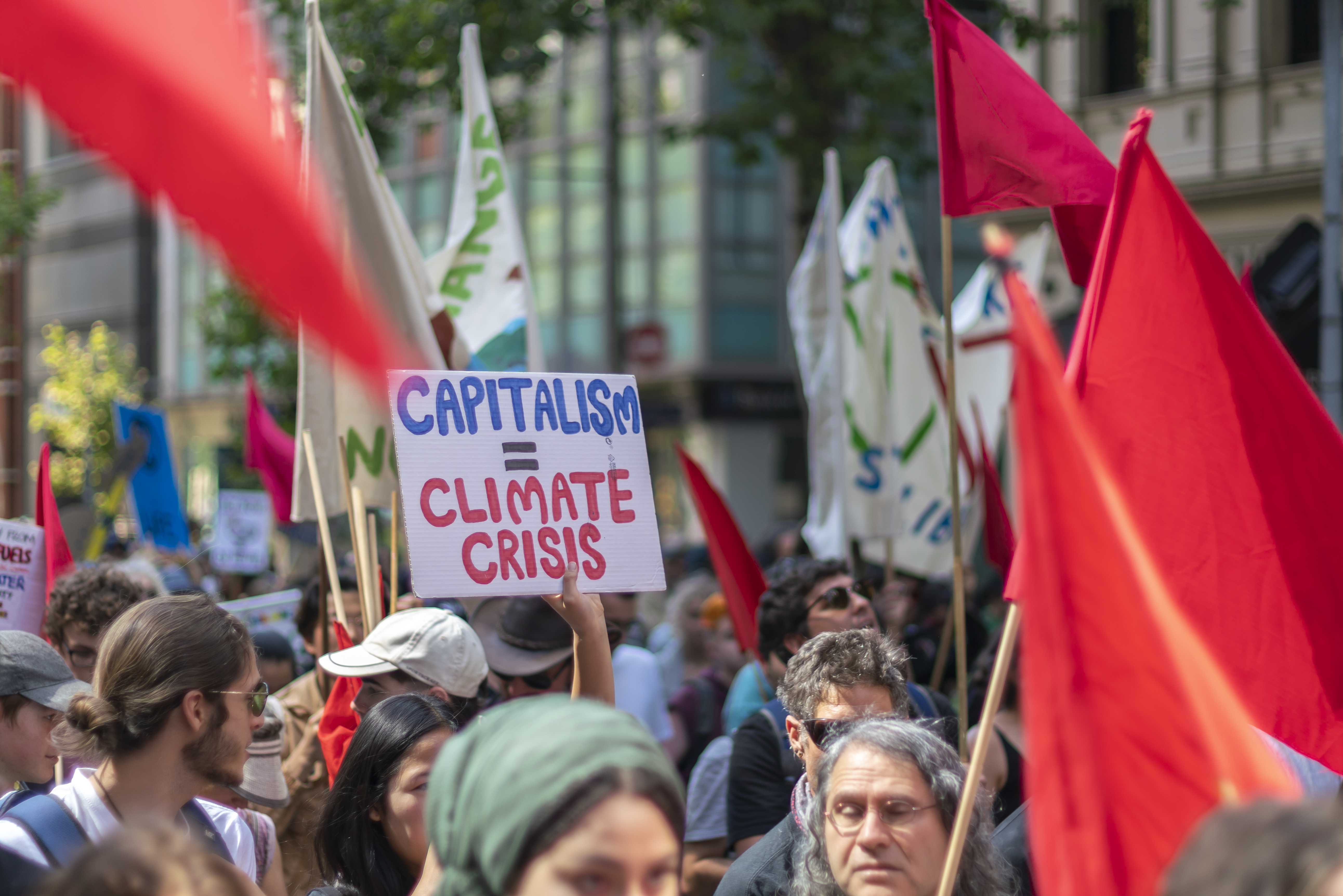
호주의 한 기후 변화 시위대가 들고 있는 자본주의 비판 플래카드

일부 학자들은 환경 경제학에 대한 자본주의적 접근 방식이 천연 자원 보존을 고려하지 않는다고 주장한다 그리고 자본주의는 성장, 기술, 소비라는 세 가지 생태학적 문제를 야기한다. 성장 문제는 무한한 경제 성장과 자본 축적을 추구하는 자본주의의 본질에서 비롯된다. 신기술의 혁신은 환경 기술이 시스템을 확장할 수 있는 자본주의 도구 역할을 하기 때문에 환경 미래에 영향을 미친다. 소비는 상품의 자본 축적에 초점을 맞추고 생산의 사용 가치를 소홀히 한다. 매니토바 대학교의 지정학적 경제 연구 그룹 책임자인 라디카 데사이 교수는 기후 변화, 오염, 생물 다양성 손실과 같은 생태학적 위기는 "자본주의 기업들이 자연의 자유 자원을 전유하고 약탈하기 위해 경쟁할 때, 그리고 바로 이러한 전유와 약탈이 노동자들로 하여금 계속 줄어드는 자원의 몫을 과도하게 착취하도록 강요할 때 발생한다"고 주장한다
자본주의의 지속 가능성에 대한 현대의 주요 비판 중 하나는 소위 상품 사슬, 즉 생산/소비 사슬과 관련이 있다. 이 용어는 현재 글로벌 자본주의 시스템의 기능 중 일부인 재료 및 원자재의 이동 네트워크를 의미한다. 예를 들어 다국적 기업의 평균 임금이 낮은 국가에서 생산된 후 먼 고소득 국가에서 판매되는 첨단 기술 원자재, 일부 국가에서 추출되어 일부 국가에서는 완제품으로 전환되어 다른 국가에서는 원자재로 판매되는 재료 및 자원, 소비자의 선택을 위해 서로 교환하는 국가(예: 유럽은 미국과 자동차를 수출하거나 수입하는 국가) 등이 있다. 비평가들에 따르면 이러한 과정은 모두 오염과 자원 낭비를 유발하며 자본주의 기능(즉, "대사")의 필수적인 부분이라고 한다.
비평가들은 생태 발자국을 계산하는 데 사용되는 통계적 방법이 비판을 받았으며, 일부는 생활 수준을 개선하기 위해 더 많은 토지를 사용하는 것에 본질적으로 부정적인 것이 없다고 주장하며 토지가 얼마나 많이 사용되는지 계산하는 전체 개념이 결함이 있다고 지적한다(자연의 본질적 가치에 대한 거부).
머레이 북친과 같은 반자본주의자들은 자본주의의 '성장 또는 죽음'이 필수적이라고 부르는 상황에서 위험한 소비와 생산 관행이 적시에 변화할 것으로 기대할 이유가 거의 없다고 말한다. 그들은 또한 시장과 국가가 항상 실질적인 환경 개혁에 시간을 끌며 실행 가능한 지속 가능한 기술을 채택하는 것이 느리기로 악명이 높다고 주장한다.  마누엘 월러스타인은 비용의 외부화를 자본주의의 '더러운 비밀'로 언급하며 생태 개혁에는 내재된 한계가 있으며, 세계 자본주의 경제에서 사업을 하는 데 드는 비용이 탈중앙화와 민주화로 인해 상승하고 있다고 주장한다.
유엔 사무총장이 2019년 글로벌 지속가능개발보고서를 지원하기 위해 고용한 핀란드 과학자 팀은 자본주의가 단기적 이익에 초점을 맞추고 지속 불가능한 착취를 당하고 있는 사람들과 환경의 장기적인 필요를 돌보지 못하기 때문에 우리가 알고 있는 자본주의가 빈사 상태에 있다고 주장한다. 이들의 보고서는 지구 온난화, 종 멸종 가속화와 같은 환경적 요인과 경제 불평등 증가, 실업률, 경제 성장 둔화, 부채 수준 증가, 이러한 문제를 해결할 수 없는 정부와 같은 사회적 요인을 포함하여 이질적으로 보이는 현대의 많은 위기를 이 시스템과 연결시키고 있다. 과학자들은 풍부한 자원과 저렴한 에너지로 인한 수십 년간의 강력한 경제 성장이 빠르게 마무리됨에 따라 수익과 성장이 아닌 지속 가능성과 효율성에 초점을 맞춘 새로운 경제 모델이 필요할 것이라고 말한다. 2020년 '부유에 대한 과학자들의 경고'에 기여한 또 다른 과학자 그룹은 경제 성장과 '이익 중심의 지배적 경제 시스템 메커니즘'에 초점을 맞춘 패러다임에서 벗어나 환경에 대한 인간의 영향을 완화하기 위해 개혁주의자부터 급진주의자까지 다양한 아이디어를 제시할 것이라고 주장하며, 후자는 탈성장, 친환경 사회주의, 친환경 무정부주의로 구성되어 있다.
일부 과학자들은 15~16세기 유럽 제국주의와 식민주의에서 비롯된 자본주의의 부상이 인류가 지구 시스템에 중대하고 대부분 부정적인 영향을 미치기 시작한 인류세 시대의 출현을 의미한다고 주장한다. 다른 사람들은 현대 글로벌 자본주의가 "영구적인 경제 성장 폐지, 적절한 외부 효과 가격 책정, 화석 연료 사용의 빠른 퇴출, 시장 및 부동산 인수에 대한 엄격한 규제, 기업 로비 억제, 여성 권한 부여" 등 최악의 환경 영향을 완화하기 위해 "근본적인 변화가 필요하다"고 경고했다.제이슨 히켈은 자본주의가 인구 증가에 대한 압력을 만든다고 말한다: "더 많은 사람들이 더 많은 노동력, 더 저렴한 노동력, 더 많은 소비자를 의미한다." 그는 지속적인 인구 증가로 인해 지속 가능성에 대한 도전이 더욱 어려워진다고 주장하지만, 소비율이 항상 인구 증가율을 앞질렀기 때문에 자본주의는 이미 존재하는 소비자들이 소비를 늘릴 수 있을 뿐이라고 덧붙였다.
2024년 마이클 E. 만과 나오미 오레스케스를 비롯한 전문가 그룹은 "파괴의 시대를 끝내고 정의롭고 지속 가능한 미래를 구축해야 한다는 긴급한 요청"을 발표했다. 그들은 이 문제에 대한 기존 과학 문헌을 광범위하게 검토했다. 그들은 생태 위기의 원인을 "제국주의, 추출 자본주의, 급증하는 인구"에 두고 지속 가능성, 회복력, 정의, 자연과의 친족 관계, 공동 복지를 우선시하는 사회 경제 모델로 대체하는 패러다임 전환을 제안했다. 그들은 전환이 달성될 수 있는 여러 가지 방법을 설명했다.

### 수익 동기
이윤 동기에 대한 비판의 대부분은 이윤 동기가 공익에 봉사하거나 반드시 순자산을 증가시키기보다는 이기심과 탐욕을 조장한다는 생각에 초점을 맞추고 있다. 이윤 동기에 대한 비판자들은 기업이 이윤을 추구함에 있어 도덕이나 공공 안전을 무시한다고 주장한다. 자본가들은 이윤을 늘리기 위해 지출을 줄이려고 하는데, 임금을 삭감하고 규모를 축소하여 실업을 유발하는 등 노동자를 희생시키는 경우가 많다. 이윤 동기가 해로운 이유는 자본가들이 가능한 한 적게 임금을 지급하고 가능한 한 많이 노동시켜 이윤을 늘리고자 하는 반면, 노동자들은 공정한 임금을 받고 생산성을 높이기를 원하기 때문에 노동 시간을 단축할 수 있기 때문이다. 비평가들은 이러한 근본적인 모순은 자본주의가 두 계급이 근본적으로 상반된 이해관계를 가지고 갈등을 일으키는 시스템이기 때문에 얼마나 비논리적인지를 보여준다고 주장한다.

최근 절제되지 않은 자본주의에 대한 강력한 비판이 대두되었는데, 인간의 안녕이 자본 생산에 기여하는 경우를 제외하고는 인간의 안녕보다 자본을 우선시한다는 것이다. 비평가들은 이러한 시스템이 소시오패스적 행동에 보상하는 경향이 있다고 주장한다. 결과적으로 순수한 (절제되지 않은) 자본주의는 본질적으로 사회의 기초로서 부적절하다고 주장한다. 순수 자본주의 모델이 발전함에 따라 소시오패스적 행동의 증가를 촉진하여 궁극적으로 대부분의 구성원의 안녕으로 정의되는 사회적 기능을 저하시킨다. 과도한 소시오패스적 행동과 관련된 해로운 과정에는 허위 정보의 확산, 심각한 경제적 불평등을 초래하는 정책의 시행, 다수의 복지를 고려하지 않고 자본 흐름에 도움이 되도록 법적 및 사법적 시스템을 조작하는 것 등이 있다. 이러한 비판에 대해 일부에서는 인간의 안녕을 중시하는 정책을 장려하는 절제된 자본주의를 옹호한다. 이러한 접근 방식은 자본에만 국한되지 않는 보상 구조를 만든다. 그러나 한 가지 반론은 다양한 경제 모델을 가진 글로벌 사회에서 순수 자본주의가 장기적으로 절제된 자본주의보다 우세할 수 있다는 것이다.

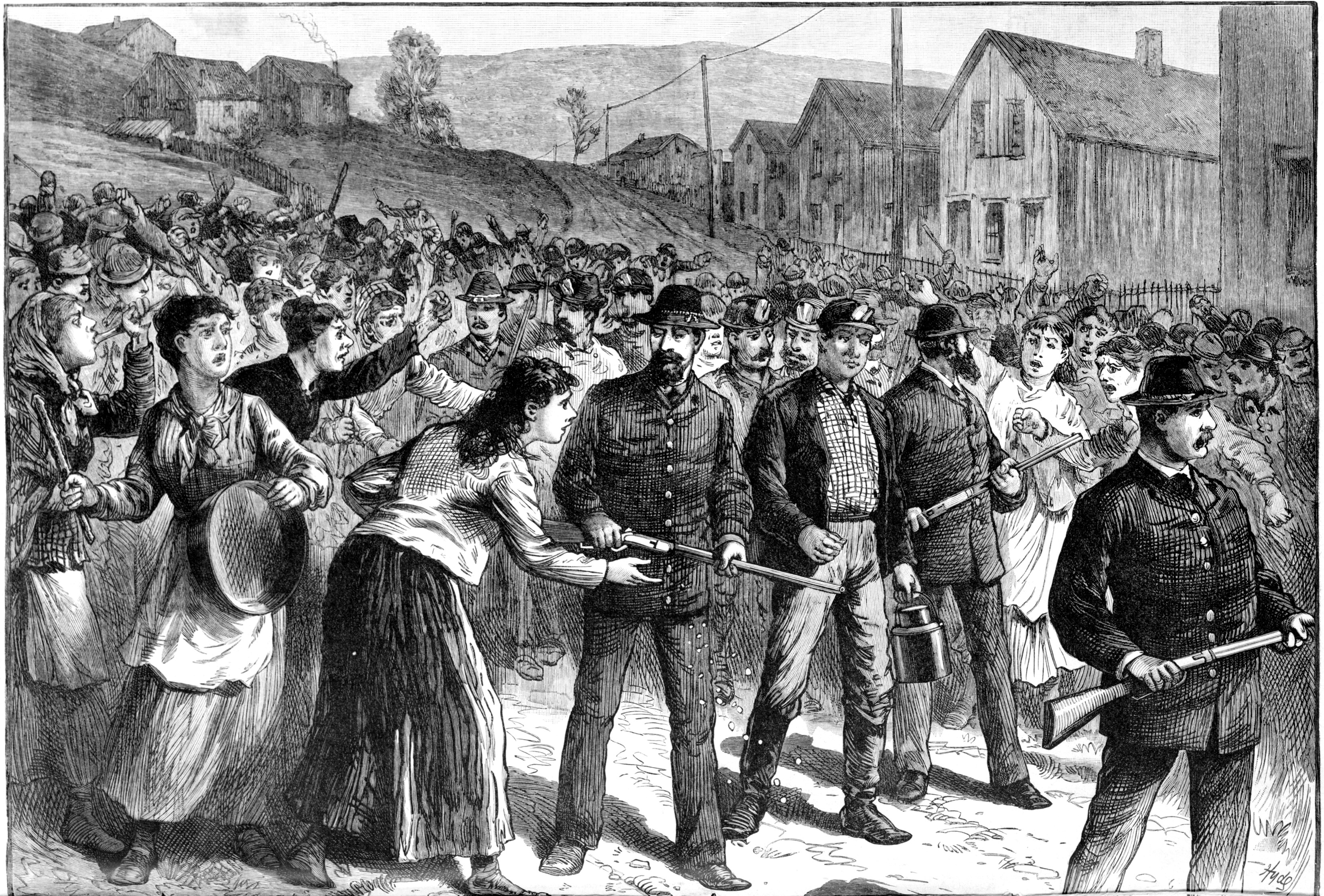
1884년 오하이오주 벅텔에서 핑커튼 경비대가 스트라이크 브레이커를 호위하고 있다

### 노예 제도와 비교하기
임금 노동력은 노예와 비교되었다. 그 결과 '임금 노예제'라는 표현은 임금 노동에 대한 경멸적인 표현으로 자주 사용된다. 마찬가지로 노예제 옹호자들은 "노예 사회와 자유 사회, 인간 주인에 대한 노예제, 자본에 대한 노예제의 비교 악"을 살펴봤는다 그리고 임금 노예제가 샤텔 노예제보다 실제로 더 나쁘다고 주장했다. 조지 피츠휴와 같은 노예제 옹호자들은 노동자들이 "지속적으로 흡입하는 감염된 사회 분위기에 익숙해지고 부주의해지면서" 시간이 지남에 따라 임금 노동을 받아들였다고 주장했다. 학자들은 특히 안테벨룸 남부의 임금 노동, 노예제도, 자본주의 사이의 정확한 관계에 대해 오랫동안 논의해 왔다.
산업 혁명이 등장하면서 피에르-조셉 프라우동과 칼 마르크스와 같은 사상가들은 적극적인 개인 용도가 아닌 사회적 재산에 대한 비판의 맥락에서 임금 노동과 노예제도의 비교를 자세히 설명했다 러다이트는 기계가 가져온 비인간화를 강조했지만, 러다이트는 기계가 가져온 비인간화를 강조했다. 미국 남북전쟁 이전에 아프리카계 미국인 노예제도를 옹호하는 남부 사람들은 노예의 상태를 북부의 노동자와 호의적으로 비교하기 위해 임금 노예제도라는 개념을 사용했다. 미국은 남북전쟁 기간 동안 노예제도를 폐지했지만 노동조합 활동가들은 이 은유가 유용하다고 생각했다. 로렌스 글릭먼에 따르면 금빛 시대에 "노동 언론에 풍부한 언급이 있으며, 이 문구가 없는 노동 지도자의 연설은 찾기 어렵다"고 한다.
노예는 노동력과 함께 주인에게 단 한 번만 팔렸다. ... 반면에 [임금] 노동자는 자신과 그것을 부분적으로 판매한다. ... 그는 [자본주의 계급에 속하며] 이 자본주의 계급에서 구매자를 찾는 것은 그를 위한 것이다.
노암 촘스키에 따르면 임금 노예제도의 심리적 의미에 대한 분석은 계몽주의 시대로 거슬러 올라간다. 자유주의 사상가 빌헬름 폰 훔볼트는 1791년 저서 '국가 행동의 한계에 대하여'에서 "인간의 자유로운 선택에서 비롯되지 않거나 지시와 지침의 결과일 뿐인 것은 그의 본질에 들어가지 않으며, 진정한 인간의 에너지로 수행하는 것이 아니라 기계적 정확성만으로 수행한다"고 설명했으며, 따라서 노동자가 외부의 통제하에 일할 때 "우리는 그가 하는 일을 존경할 수 있지만 그가 하는 일을 경멸한다"고 말했다. 밀그램과 스탠포드 실험은 모두 임금 기반 직장 관계에 대한 심리학적 연구에서 유용한 것으로 밝혀졌다.
또한 인류학자 데이비드 그레이버에 따르면, 알려진 최초의 임금 노동 계약은 사실 샤텔 노예 임대 계약이었다(보통 소유주는 돈의 일부를 받고 노예는 생활비를 유지하기 위해 다른 노예에게 지급한다). 그레이버에 따르면 이러한 계약은 미국이든 브라질이든 신대륙 노예제도에서도 꽤 흔했다. C. L. R. 제임스는 블랙 자코뱅스에서 산업혁명 기간 동안 공장 노동자들에게 사용된 인간 조직의 기술 대부분이 노예 농장에서 처음 개발되었다고 주장했다.

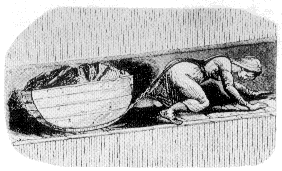
19세기 중반 영국 의회 위원회의 공식 보고서에 따르면 광산에서 석탄통을 끄는 소녀

일부 반자본주의 사상가들은 엘리트들이 미디어와 엔터테인먼트 산업에 미치는 영향력을 통해 임금 노예제와 분열된 노동 계급을 유지한다고 주장한다, 교육 기관, 불공정한 법률, 민족주의 및 기업 선전, 권력 구조에 봉사할 수 있는 가치를 내재화하려는 압력 및 인센티브, 국가 폭력, 실업에 대한 두려움 그리고 경제 이론의 발전을 이끈 이전 제도 하에서 착취와 이윤 축적/이전의 역사적 유산이다.
아담 스미스는 고용주들이 임금을 낮게 유지하기 위해 종종 함께 공모한다고 언급했다
딜러들의 관심은 ... 무역이나 제조의 특정 분야에서 대중의 관심과는 항상 다르며 심지어 그 반대이기도 하다 ... [그들은 일반적으로 대중을 속이고 심지어 억압하려는 관심을 가지고 있다 ... 우리는 장인들의 조합에 대해 거의 들어본 적이 없지만, 장인들의 조합에 대해서는 자주 들어본 적이 없다. 그러나 이 설명에 따르면 마스터들이 거의 결합하지 않는다고 상상하는 사람들은 주제에 관해서만큼 세상에 대해 무지한다. 마스터들은 항상 암묵적이지만 일정하고 획일적인 조합으로 노동의 임금을 실제 비율 이상으로 올리는 것이 아니라 ... 그러나 모든 일반적인 경우에 두 당사자 중 어느 쪽이 분쟁에서 우위를 점하고 상대방이 자신의 조건을 준수하도록 강요해야 하는지 예측하기는 어렵다.

미하일 바쿠닌이나 피터 크로포트킨과 같은 마르크스주의자와 아나키스트 사상가들에게 임금 노예제는 사유 재산과 국가의 존재로 인해 마련된 계급 조건이었다. 이러한 계급 상황은 주로 다음과 같은 것에 달려 있었다:
1. 적극적인 사용을 목적으로 하지 않는 부동산의 존재.
2. 소수의 손으로 소유권이 집중된다.
3. 근로자가 생산 및 소비재 수단에 직접 접근할 수 없다는 점이다.
4. 실업자로 구성된 예비군의 영구화.

마르크스주의자들에게 노동은 상품으로서 임금 노동을 고려하는 방식은 자본주의에 대한 근본적인 공격 지점을 제공한다. 한 관련 철학자는 "노동자의 노동을 상품으로 개념하는 것은 마르크스가 사적 자본주의의 임금 체계를 '임금 노예', 즉 노동자의 상태를 노예의 상태로 줄이기 위한 자본가의 도구로 낙인찍은 것을 확인시켜주는 것"이라고 지적했다. 이러한 반대가 근본적이라는 것은 임금 노동이 자본주의의 근간이라는 마르크스의 결론에서 곧바로 나온 것이다: "임금에 의존하는 계급 없이는 개인이 자유인으로서 서로 대립하는 순간 잉여 가치 생산은 있을 수 없으며, 잉여 가치 생산 없이는 자본주의 생산도 있을 수 없으며, 따라서 자본도 없고 자본도 없다!"

### 공급 및 수요
표준 모델의 유효성을 위해서는 첫째, 수요와 공급이 독립적이라는 가정과 둘째, 공급이 "고정된 자원에 의해 제약"된다는 가정이 필요하다. 이러한 조건이 성립하지 않으면 마샬리안 모델을 지속할 수 없다. Sraffa의 비판은 부분 균형 분석의 일관성(믿을 수 없는 상황 제외)과 생산된 소비재 시장에서 공급 곡선의 상승 기울기에 대한 근거에 초점을 맞췄다. T스라파 비판의 주목할 만한 점은 폴 A. 새뮤얼슨의 수년간의 발언과 참여를 통해서도 입증된다:
정리된 버전의 Sraffa(1926)가 확립한 것은 마샬의 모든 부분 평형 상자가 얼마나 거의 비어 있는지이다. 비트겐슈타인과 스라파 클래스의 논리적 순수주의자에게 일정한 비용의 마샬 부분 평형 상자는 비용 증가 상자보다 훨씬 더 비어 있다.
시장의 총 초과 수요는 수요량과 공급량 사이의 차이를 가격 함수로 나타낸다. 공급 곡선이 상향 경사하고 수요 곡선이 하향 경사인 모델에서 총 초과 수요 함수는 한 시점, 즉 수요와 공급 곡선이 교차하는 지점에서만 축과 교차한다. 소넨슐랭-만텔-데브뢰 정리는 표준 모델이 일반 균형 이론에서 일반적으로 엄격하게 도출될 수 없음을 보여준다.

수요와 공급에 의해 결정되는 가격 모델은 완전 경쟁을 가정한다. 그러나 "경제학자들은 경쟁 모델에서 개인과 기업이 가격을 조정하는 방법에 대한 적절한 모델이 없다. 모든 참가자가 정의에 따라 가격을 조정하는 사람이라면 초과 수요를 제거하기 위해 가격을 조정하는 행위자는 지정되지 않는다." 굿윈, 넬슨, 애커먼, 와이스코프가 글을 쓴다:
정확성과 정확성을 잘못 혼동하면 정확한 수학적 또는 그래픽 용어로 표현된 설명이 역사, 제도 또는 비즈니스 전략의 세부 사항을 고려한 설명보다 더 엄격하거나 유용하다고 생각하게 될 수 있다. 그렇지 않는다. 따라서 수요와 공급 그래프의 명백한 정확성에 너무 많은 신뢰를 두지 않는 것이 중요하다. 수요와 공급 분석은 복잡한 세계에 대한 추상적인 이해를 돕기 위해 영리한 사람들이 고안한 유용하고 정확하게 공식화된 개념 도구이다. 특정 실제 시장에 대한 정확하고 완전한 설명을 추가로 제공하는 것은 물론 기대해서도 안 된다.

### 감시
새로운 자본주의 속인 하버드의 학자 쇼샤나 주보프에 따르면 감시 자본주의는 감시를 통해 획득한 데이터를 수익화한다. 그녀는 "디지털의 거대한 힘과 금융 자본주의의 급진적인 무관심과 내재적 나르시시즘, 특히 영국 경제에서 최소 30년 동안 상업을 지배해 온 신자유주의적 비전의 결합"으로 인해 구글에서 처음 발견되고 통합되었다고 말한다 그리고 "빅 오더"라고 부르는 분산되고 거의 논쟁의 여지가 없는 새로운 힘의 표현을 생성하는 컴퓨터 중재의 글로벌 아키텍처에 의존한다.
새로운 정보 기술은 개인 정보 보호, 개인 정보 공개에 대한 통제, 감시 간에 지속적으로 충돌을 야기한다. 현재 자본주의 사회에서 권력은 통제와 자유의 결합을 통해 활용된다. 이러한 통제와 자유의 융합은 섹슈얼리티와 인종의 변화를 통해 볼 수 있으며, 데이터, 네트워크, 공공 서비스, 물리적 공간의 민영화 증가에 따른 대응이자 공공성과 편집증이 동시에 사람들의 삶에 유입되는 것에 대한 대응이기도 한다.

### 인종 차별
임마누엘 월러스타인에 따르면, 제도적 인종 차별은 자본주의 시스템의 "가장 중요한 축 중 하나"였으며 "노동력의 계층화와 매우 불평등한 보상 배분에 대한 이념적 정당화" 역할을 한다. 자본주의 비평가들은 인종 차별이 여러 가지 방식으로 자본가들에게 혜택을 준다고 주장한다. 인종 차별은 노동 계급을 분열시키고 더 나은 임금과 노동 조건을 요구하기 위해 단결하는 것을 방해한다. 자본가들은 노동자들 간의 경쟁과 적대감으로 인해 협상력과 조직화 능력이 감소하기 때문에 혜택을 받는다. 인종 차별은 미국 노예제도 시대와 같이 경제적 이익을 위해 특정 집단의 사람들을 착취하고 억압하는 것을 정당화하는 데 사용되었다. 자본가들은 문제의 실제 원인에서 관심을 돌리기 위해 유대인을 희생양으로 삼아 혜택을 받았다. 포드 자동차 회사의 설립자 헨리 포드는 자신의 신문 디어본 인디펜던트에서 반유대주의 선전을 퍼뜨렸다. 블라디미르 레닌은 차르주의 러시아에서 반유대주의가 유대인을 비난함으로써 자본주의에 내재된 진정한 문제로부터 노동자들의 주의를 분산시키는 데 사용되고 있다고 주장했다. 다른 사람들은 자본주의가 일반적으로 지역 상황에 따라 기존의 인종 차별을 사용하거나 변화시켰지만, 자본주의에는 인종 차별이 필요하지 않다고 주장한다.
자본주의를 지지하는 많은 이론가들은 일부 사업주가 소수 민족을 대상으로 차별적 임금 관행을 벌이면 다른 기업가들이 동등한 능력을 갖춘 근로자를 더 낮은 비용으로 고용할 수 있는 기회를 활용하여 소수 민족의 수익성을 높일 수 있기 때문에 자유 시장이 제대로 작동하는 사회에서 인종 차별에 대한 해결책이라고 믿었다. 짐 시다니우스와 펠리시아 프라토에 따르면, 이 이론의 유동성에도 불구하고 자유 시장 이론과 관찰된 데이터를 조화시키는 것은 어려운 과제를 제시하며, 자유 시장 자본주의를 지지하는 사람들은 종종 소수 민족에 대한 차별 가능성이 더 높기 때문이다. 좌파 논객들은 자본주의가 이민, 소수 민족 대표 등의 문제를 둘러싼 문화 전쟁과 함께 인종 차별을 조장하는 동시에 경제적 불평등 문제 해결을 거부한다고 주장해 왔다.

### 저개발
월러스타인, 안드레 프랑크, 사미르 아민 등 마르크스주의자와 신 마르크스주의 이론가들은 저개발과 자본주의를 연결하여 대도시 중심과 주변 식민지, '불평등한 교환' 이론, 단일 세계 자본주의 체제의 구성 요소 간의 관계를 강조했다. 종속성 이론은 주변 경제가 유럽 식민주의에 의해 처음 확립된 자본주의 세계 경제의 이익에 종속되어 있다고 주장한다.
가이아나 마르크스주의 역사학자 월터 로드니는 1972년 저서 '유럽이 아프리카를 어떻게 낙후시켰는지'에서 라틴 아메리카 의존 모델을 사용하여 유럽 제국주의자들이 의식적으로 착취하여 아프리카 대륙 대부분의 현대적 저개발로 이어진 아프리카를 묘사했다.
고르지 못한 발전의 개념은 레온 트로츠키의 정치 이론에서 파생되었다. T그의 개념은 러시아의 역사적 맥락을 설명하기 위해 영구 혁명에 관한 관련 이론과 결합하여 개발되었다. 그는 나중에 이 이론을 자세히 설명하여 1930년 불균등한 개발의 구체적인 자본주의 법칙을 설명했다. 전기 작가 이안 대처에 따르면, 이 이론은 나중에 "인류의 전체 역사"로 일반화될 것이라고 한다.

## 같이 보기
- 위기론
- 경제민주주의
- 후기자본주의
- 시장사회주의
- 혼합 경제
- 사회 평론
- 사회민주주의